# Barry Ackroyd
Barry Ackroyd (* 12. Mai 1954 in Manchester) ist ein britischer Kameramann.

## Leben
Sein erster Film, an dem er mitarbeitete, war Inside the Labyrinth aus dem Jahr 1986.
Sehr oft arbeitete er mit dem Regisseur Ken Loach zusammen. Ihre erste gemeinsame Produktion war der Dokumentarfilm The View from the Woodpile von 1989.
Bisher wurde Ackroyd viermal für den British Academy Film Award (BAFTA Award) nominiert: zuerst 1997 für seinen Kurzfilm The Butterfly Man in der Kategorie Bester Kurzfilm, dann 2004 für den Fernsehfilm The Lost Prince und 2007 für Flug 93. Für Ken Loachs The Wind That Shakes the Barley gewann er im Jahr 2006 den Europäischen Filmpreis.
Im Sommer 2007 drehte er, im Anschluss an Battle in Seattle, das Regiedebüt des Schauspielers Stuart Townsend, mit Regisseurin Kathryn Bigelow in Jordanien das Kriegsdrama The Hurt Locker. Für diese im Dokumentarfilmstil auf Super-16-mm gedrehte Arbeit erhielt er im Jahr 2010 den BAFTA Award und seine erste Oscar-Nominierung. Im Jahr 2008 drehte er mit Green Zone von Paul Greengrass einen weiteren Film über den Irakkrieg.
Von 2014 bis 2016 war Ackroyd Präsident der British Society of Cinematographers.

## Filmografie (Auswahl)
- 1991: Riff-Raff
- 1993: Raining Stones
- 1995: Land and Freedom
- 1995: Anne Frank – Zeitzeugen erinnern sich
- 1996: Carla’s Song
- 1997: Under the Skin
- 1998: Mein Name ist Joe
- 1999: The Lost Son
- 1999: Mauvaise passe
- 2000: Bread and Roses
- 2001: The Navigators
- 2002: Sweet Sixteen
- 2003: Os Imortais
- 2003: Eroica – The day that changed music forever
- 2004: Just a Kiss (Ae Fond Kiss)
- 2005: Gideon’s Daughter
- 2006: Flug 93
- 2006: The Wind That Shakes the Barley
- 2007: Battle in Seattle
- 2008: Tödliches Kommando – The Hurt Locker
- 2009: Looking for Eric
- 2010: Green Zone
- 2011: Coriolanus
- 2012: Contraband
- 2013: Captain Phillips
- 2015: Dark Places – Gefährliche Erinnerung (Dark Places)
- 2015: The Big Short
- 2016: Jason Bourne
- 2017: Detroit
- 2018: Outlaw King
- 2019: Bombshell – Das Ende des Schweigens (Bombshell)
- 2020: The Old Guard
- 2021: Sweet Girl
- 2022: Whitney Houston: I Wanna Dance with Somebody
- 2024: The Sympathizer (Miniserie)
- 2025: The Old Guard 2